# Baihan al-Kisab

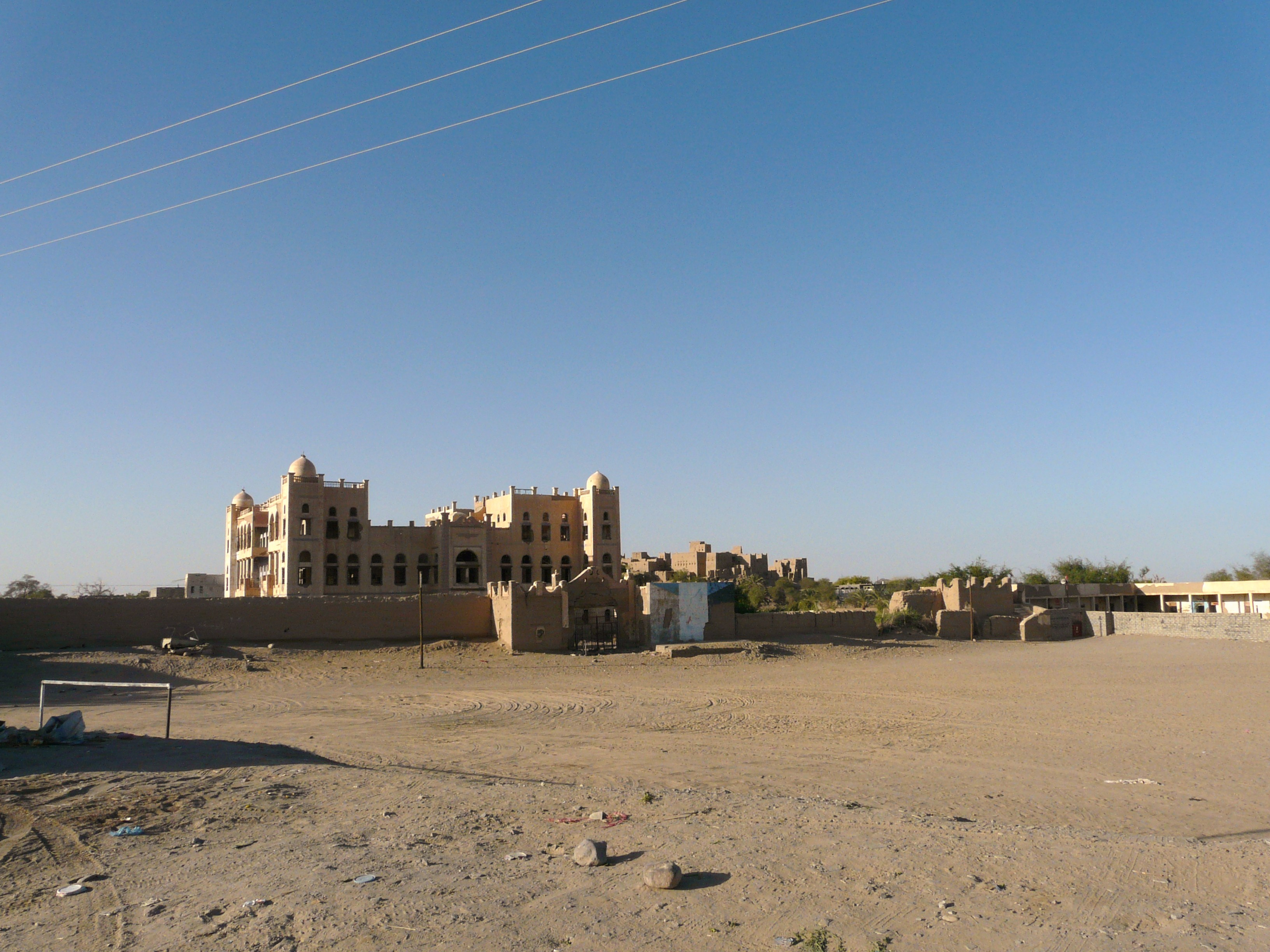
Palast Alsultan in Bihan (2009)

Baihan al-Kisab (arabisch بيحان القصاب, DMG Baiḥān al-Qiṣāb, auch: Bayḥān al Qasāb, Bayḥān (al-Qiṣāb) oder Beihan) ist eine Stadt im mittleren Westen des Jemen. Sie liegt in den östlichen Ausläufern des Östlichen Gebirgsvorlands. Im Osten schließt die Ramlat es-Sayhad an. Gemäß Zensus zählte der Ort 2004 bei 13.224 Einwohner.
Während der Zeit des Emirates Baihan war Baihan al-Kisab dessen Hauptstadt und ist heute Verwaltungshauptstadt des Gouvernements Schabwa. Die Stadt liegt in einem Tal zwischen al-Baida' im Süden und südlich der Verbindungsstrecke zwischen Ma'rib im Nordwesten und ʿAtaq im Südosten. Das Tal ist fruchtbar, da Wasserfälle aus dem süd(west-)lichen Gebirge die notwendige Feuchtigkeit heranführen. Datteln, Getreidesorten und Zitrusfrüchte geben lebenspendenden Halt.

## Geschichte
Der Name Bayḥān ist in Inschriften aus Qataban bezeugt. Dort taucht er allerdings nur als Sippen- und Tempelnamen auf. Der Tempel Bayḥān ist von Šahr Ġaylān bin ʿAbšibām nach einem Sieg über Hadramaut und ʿAmir errichtet worden. Wissenschaftlich ungesichert ist indes, ob der Tempel tatsächlich im Bereich der heutigen Stadt Baihan al-Kisab gelegen hat; Indizien sprechen aber dafür, da eine Inschrift (zitiert als RES 4932) in der Stadt eingebaut vorgefunden wurde. Zudem wird eine qatabanische Burg Raydān (nicht zu verwechseln mit der Königsburg Raydan der himyarischen Stadt Zafar) in einer bustrophedonen Inschrift (zitiert als RES 3871) erwähnt, deren Ruinen auf dem Gipfel eines Berges am Tor des Wadi Baihan, hoch über Baihan, zu sehen sind. Mehr ist im Rahmen des altsüdarabischen Kontextes nicht bekannt.
Das Tal um die Stadt Baihan al-Kisab unterstand unterschiedlichen Vorherrschaften. Ursprünglich wurde es von der Familie der Al-Habieli, Abkömmlinge des Propheten Mohammed, besiedelt, welche im späten 16. Jahrhundert hier ankamen. Daraus leiteten sich im Norden der Region der Stamm der Musabein und der Stamm der Alfatima her. Stammesfehden standen an der Tagesordnung. Der Süden wurde vom Stamm der Balhariten beherrscht.
Bevor im Jahr 1967 die Republik Jemen entstand, gehörte Baihan al-Kisab zum Emirat Beihan und damit ab 1959 zur Föderation der Arabischen Emirate des Südens, sowie ab 1962 zur Südarabischen Föderation; die Stadt war somit Mitglied des Verbunds des Protektorats Aden. Mit Einführung der marxistischen Vorherrschaft im Land von 1967 bis 1994, haben alle lokalen Lords das Land vorübergehend verlassen, vornehmlich in Richtung Saudi-Arabien.

## Verkehr
Südlich der Stadt liegt der Flughafen Baihan.